# Манастир Свете Агнезе Чешке
Манастир Свете Агнезе Чешке или Свете Јање Прашке, је историјски гледано изузетно вредан манастирски комплекс, који спада међу најстарије готичке грађевина у Прагу. Носи име своје оснивачице, принцезе Премислиде (Свете Агнезе Чешке, канонизоване 1989. године), најмлађе ћерке краља Отокара I. и мајке Констације Угарске.
Данас је палата седиште Националне галерије у Прагу, у којој се налази стална изложбена поставка из области сликарства, вајарства и рукотворина. Зграда је проглашена за непокретно културно добро Чешке од 1978. године.

## Историја
Принцеза Премислида (1211⁠ - ⁠1282) била је рођака Свете Елизабете Угарске.Са 3 године, одређено је да се уда за сина војводе од Шлеске. Неколико година касније он је умро, па се тај брак никада није догодио. Планирали су је удати и за неке друге племиће али се и то није догодило. Била је дубоко религиозна и није се ни желела да се уда и посветила се верском животу. Након смрти свога оца 1230. године, напокон је могла следити свој позив. Уз помоћ брата, основала је болницу и помогла подизању самостана фрањеваца. Размењивала је писма са Светом Кларом и као резултат тога, дошло је пет редовница клариса, прве које су засновале заједницу северно од Алпа.
Лично је постала редовница клариса 1236. године. Кувала је и бринула се за губавце и сиромашне. Основала је прву чешку редовничку заједницу  Витезови крста црвене звезде, која је помагала болесницима, и основала је локални манастир за млађе братсво уз подршку краљевске породице током раног 13. века, и убрзо по његовој градњи њим управљала.
Папа Пије IX. прогласио ју је блаженом 1874, а папа Иван Павле II. прогласио је светом 12. децембра 1989. године. Заштитница је Чешке.
Оснивање манастира
Тачан датум оснивања манастира није познат, али је вероватно то било 1231. године, када су закључени сви преговори у вези са Агнезиним браком.  Агнезин брат Вацлав I поклонио је земљиште манастиру на десној обали Влтаве, повољно по свом положају јер је био поред болнице. Подручје је било насељено углавном занатлијама. Вацлав је истовремено доделио манастиру све привилегије и слободе.
Манастир се састоји од две зграде - женског самостана клариса и мушког манастира минорита који је основан у суседству. То је једноспратна дугачка зграда са зидовима од опеке, која је сазидана у романичком стилу. Окомито на зграду је изграђена двобродна црква Светог Фрање, која је грађена у раноготичком стилу. То је најстарији део грађевинског комплекса и освећен је 1234. године . У периоду од 1245. до 1260. године, зградама су додани манастирска кухиња и клаустар. Кров цркве је подигнут на висину од 37 метара, али није оригинал (јер се стари урушио).
Пре самостана саграђена је црква за кларисе која је била повезана са капелом Марије Магдалене на северној страни. 
Црква Христа Спаситеља
Одмах до ове цркве дограђена је виша црква, која је била посвећена Светом Салватору и датира из 1270. - 1280. године. Црква се својим значајем и архитектонским квалитетом истиче изнад осталих делова манастира. Наос са два лука попречних ребрастих сводова, завршених петоугаоним крајем, дело је француског мајстора непознатог имена. Маузолеј је такође садржао крипту испод полигоналног краја, засвођену сводом и доступну степеницама на јужном ободном зиду.  Наос је са капелом Богородице повезан тријумфалним луком, који је изграђен тек након изградње цркве. Уместо глава, шипке лука завршене су фризовима који приказују главе петорице претходних чешких монарха и њихове жене. Сама Агнеза, будућа светица породице, била је приказана на глави победничког појаса изнад олтара. Овакав приказ доводи до примењене симболике и геометрије. Тријумфални лук изведен је у модулу названом Врата хармоније, користећи однос 1:√2, а златни пресек је генијално коришћен за остатак зграде . Унутрашња геометријска структура тада је дефинисала важна места на којима је била уписана у елементе пластичне декорације. На пример, управо поменуте главе краљева у подножју архиволте Тријумфалних врата налазе се истовремено на врху геометријске конструкције Врата хармоније.
Што се тиче посвећења капеле Христу Спаситељу, то је једна од манифестација Премислидиног напора да се надогради наслеђе из доба Константина и Каролинга и тако подржи моћ њихове породице. Приказ монарха на улазној капији, насупрот олтара, на истом нивоу као и Христос, или у изградњи крипте, смештене испод олтара, такође је везан за каролиншки период. У оси и испод пресека засвођених поља, на најекспониранијем месту - испред олтара, остављено је место за гробницу монарха. Даље, можемо пронаћи симбол Христовог васкрсења, звезда са петокраком у прозору на крају цркве или љиљан са пет латица испод Агнезиног портрета. Читав простор је осликан фрескама христолошког циклуса, од којих су сачувани само фрагменти. Првобитно су шипке облога прозора, а позадина глава и завртња такође је била полихромиране, опет симболично, црвене боје,
Северно од цркве налази се врт који се граничи са 30 метара дугом улицом Мала Клаштерни.
Манастир током хустинских ратова
Током хуситских ратова манастир је остао напуштен и почео је да пропада. У периоду од 1556. до 1627. године овде је живео доминикански ред, а годину дана касније кларисе су се поново овде вратиле. 
Укидање и девастација мансатирског комплеска
Крајем 18. века (као и многе друге) и овај манастир је укинуо цар Јосиф II. Након одласка братства манастир је почео да пропада.
Оронулом манастиру закупљиваном за разне намене више пута је претило рушење. Последњи предлог за рушење потекао је из санационог плана Прага с краја 19. века. Због свог значаја, међутим, манастир је избегао девастацију.
Обнова манастира
Од почетка 20. века манастир се постепено документује, истражује и поправља. Упркос бурној судбини овог подручја Прага, језгро јединственог распореда некадашњег двоструког манастира сачувано је до данас.
Коначно, манастир је преузео Савез за обнову манастира Свете Агнезе како би спасио зграду од поновног развоја Старог града Прага . Покушаји да се спаси завршили су тек 1986. године, када је завршена реконструкција комплекса. Због својих уметничких вредности и културне и државно-династичке јединствености, манастир Света Агнеза је 1978. године проглашен националним спомеником културе.
Од 1980. године манастир користи Национална галерију у Прагу као изложбени простор (галерију). Срушени брод реконструисан је у дворани Јозефа Манеса и користи се за концерте класичне музике.
У цркви Светог Салватора сачувани су фрагменти добијени током реконструкције и гробови владара Премислида. У наткривеној цркви Светог Франтишка је сала дизајнирана за организацију предавања, концерата и књижевних програма.
Седамдесетих година 20. века манастир је проглашен националним спомеником културе, због свог раноготског архитектонског стваралаштва од европског значаја.

## Занимљивости
- Манастир је у своје време био најмодернија и највеличанственија грађевина 13. века
- Манастир је уједно и најстарија сачувани манстир у Прагу
- На јужној страни наоса цркве Светог Франтишека је најстарији готички прозор у Прагу и широм средње Европе
- Црква Светог Салватора је прва зграда која је изграђена у француском готичком стилу у Чешкој
- У зградама манастира налази се и маузолеј чешких краљева
- Када је заует став да се комплекса манастира Свете Агнезе након вишедецениског пропадања обнови, у бившем маузолеју чешких краљева постојала је фабрика цикорије.

## Галеријска поставка
Изложба колекција Националне галерије у Прагу налази се у приземљу манастирског комплекса и садржи више од две стотине експоната из области сликарства, вајарства и рукотворина трансформацију облика и функције уметничког дела током три века. Експонати доказани у вези са Чешком допуњују дела настала у ширем средњоевропском региону, посебно у Француској, Аустрији, Саксонији ⁠⁠, попут дела Franky, Rakousy, Sasko ⁠–⁠ např. díly Hanse Pleydenwurffa, Albrechta Altdorfera, Hanse Hesseho či Lucase Cranacha.
У првом делу изложбе у приземљу прати се развој чешке уметности од плоча и скулптура из средине 14. века (мајстора олтара Висха Брода, мајстора Мадоа Мицхла) и „меког“ стила мајстора Таодорика до слика мајстора израде олтара Требон. Бохемски и моравски радови из 15. и почетка 16. века коегзистирају са радовима других средњоевропских региона, са којима је у то време Бохемија одржавала блиске културне везе.
- Neznámý autor – Epitaf Jana z Jeřeně
- Neznámý autor – Andělé
- Mistr Theodorik – Svatý Jeroným
- Mistr Třeboňského oltáře – Uložení Krista do hrobu

### Скулптурални врт
У манастирским баштама постављено је готово двадесатак скулптура савремених чешких аутора. Једини изузетак је значајно дело Франтишека Билека, једно од првих вајарских остварења названо Голгота (1892). Захваљујући позајмицама у врту се налазе дела⁠ - ⁠ Мишела Габриела (Плесачи), Честмира Сушека (Бубањ), Јарослав Рона (Портрет са лобањом), Павела Опоченског (Умиваоник, Исповедник) и Стефана Милков (Аморфоид), и дела ⁠ Карел Малиха доајена чешке скулптуре (између осталих Енергија, Стром), Станислава Колибала (Пад) и Алеша Веселија (Висећи терет, коси пресек нагнутом осом). У врту су такође заступљени и вајари млађе генерације, многи од њих су чланови уметничке групе Тврдохлави, основане 1987. Франтишек Скала (Приенек, Слунечни колеј) у две одвојене зграде комплекса манастира Свете Агнезе.
- Дао скулптура у врту мансатира